# 好想大声说喜欢你
《好想大聲說喜歡你》（日语：君が好きだと叫びたい）是日本乐团BAAD的第3張单曲，其為動畫《灌籃高手》第1季片頭曲。

## 内容
動畫《灌籃高手》第1季片頭曲，广受欢迎。次回預告都會使用無聲版當背景音樂，即使片頭曲到第2季換歌了也繼續使用。

## 收錄曲
| 曲序 | 曲目                             | 作曲       | 时长 |
| ---- | -------------------------------- | ---------- | ---- |
| 1.   | 好想大声说喜欢你（）             | 多多納好夫 | 3:51 |
| 2.   | TAKE MY DESIRE                   | 大田紳一郎 | 4:31 |
| 3.   | 好想大声说喜欢你（Instrumental） |            | 3:51 |

## 翻唱
- 宮内タカユキ（日本コロムビア版カバー音源）
- コロムビア・オーケストラ（1994年4月1日発売『'94アニメ・ヒット・マーチ』に収録）
- 宮野真守（『百歌声爛』収録）
- 羽多野渉（『百歌声爛』収録）
- 草尾毅（『百歌声爛』収録）
- 神奈延年（『百歌声爛』収録）
- 井上麻里奈（『百歌声爛』収録）
- 遠藤正明（『ENSON3』収録）
- D-51 (『Animeno』収録)
- 佐々木彩夏(『君が好きだと叫びたい-Single』収録)

## 華語翻唱
曾於1998年被迪克牛仔翻唱成國語歌曲《無力去愛誰》，鄒家泰、許常德、白進法共同作詞，收錄於迪克牛仔1998年國語唱片專輯《咆哮》。